# Монгаталангъяха
Монгаталангъяха  (также Монгаталянг-Яха, Монгалянгъяха) — река в России, протекает по Ямало-Ненецкому АО. Длина реки составляет 148 км. Площадь водосборного бассейна — 573 км². 
Исток реки находится в северной части Гыданского полуострова на высоте более 29 м над уровнем моря. Преимущественно течёт на север и северо-восток. В среднем и нижнем течении берега обрывистые, участками заболочены. Активно меандрирует. В долине реки множество некрупных озёр. Впадает с запада в Гыданскую губу в 37 км к северу от устья реки Мангтыяха. Устье заболочено. Перед устьем ширина реки достигает 57 м, а глубина — 1 м. Скорость течения в низовьях — 0,3 м/с.
Основной приток — река Нойоваяха длиной 23 км (левый).

## Данные водного реестра
По данным государственного водного реестра России относится к Нижнеобскому бассейновому округу, водохозяйственный участок — реки бассейна Карского моря от северо-восточной границы бассейна реки Таз до границы бассейна Енисейского залива, речной подбассейн реки — подбассейн отсутствует. Речной бассейн реки — Таз.
Код объекта в государственном водном реестре — 15050000212115300076470.